# نقاش كبير (علم الفلك)

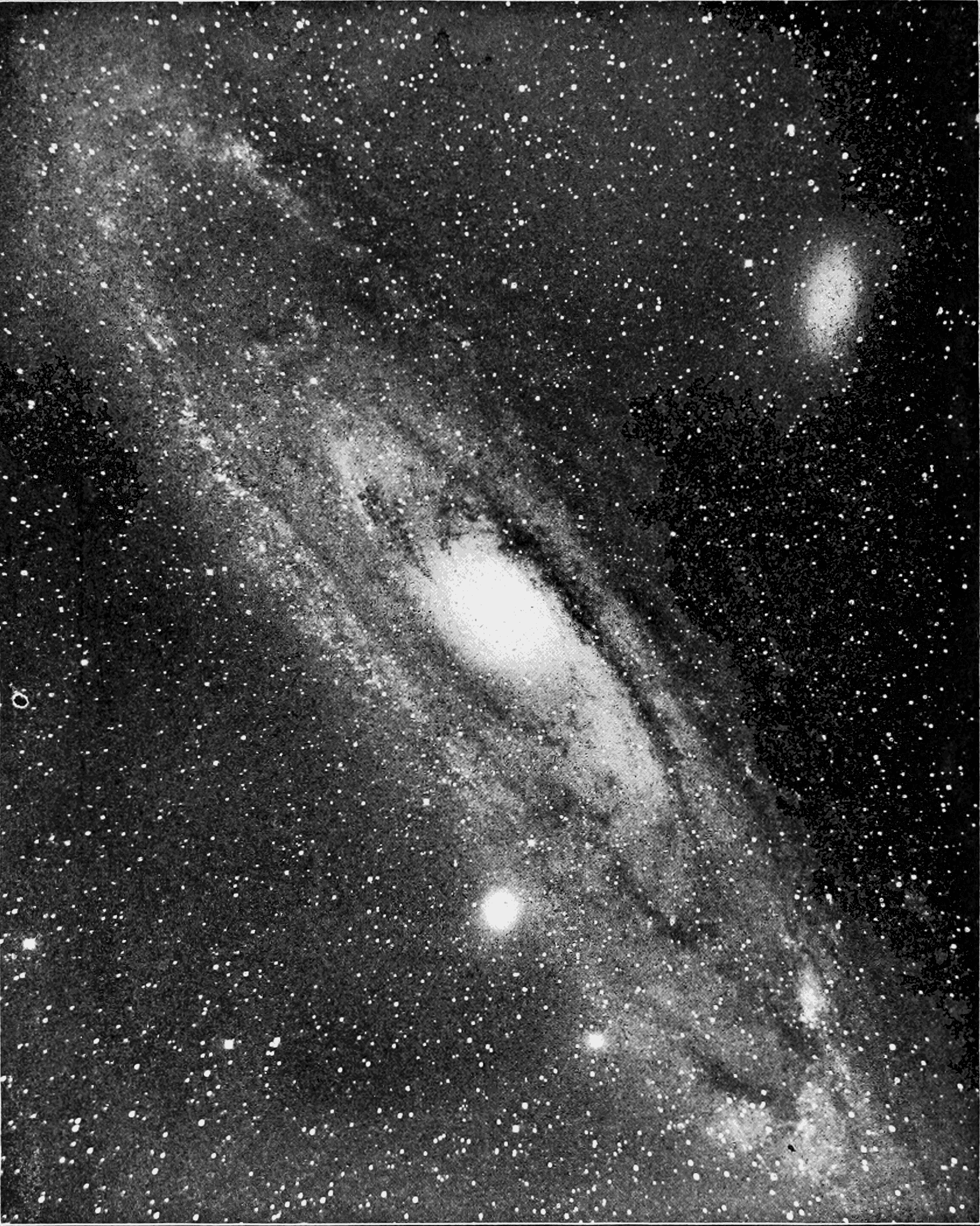
"السديم اللولبي العظيم" في كوكبة المرأة المسلسلة (صورة 1902). كان النقاش حول ما إذا كانت هذه سحابة من الغاز والغبار أو مجرة بعيدة

أُقيم النقاش الكبير، الذي يُطلق عليه أيضًا نقاش شابلي-كروتس، في 26 أبريل 1920 في المتحف الوطني للتاريخ الطبيعي، بين عالِمي الفلك هارلو شابلي وهيبر كروتس. يتعلق الأمر بطبيعة ما يسمى بالمجرة حلزونية وحجم الكون. اعتقد شابلي أن السدم البعيدة كانت صغيرة نسبيًا وتقع داخل ضواحي مجرة درب التبانة (كان يُعتقد حينها أنها الكون بأكمله)، بينما أكد كروتس أنها في الواقع مجرات مستقلة، مما يعني أنها كانت كبيرة جدًا وبعيدة.
قدم العالمان لأول مرة أوراق فنية مستقلة حول «مقياس الكون» خلال النهار ثم شاركا في مناقشة مشتركة في ذلك المساء. نشأ الكثير من تقاليد المناقشة الكبرى من ورقتين نشرهما شابلي وكيرتس في عدد مايو 1921 من نشرة المجلس القومي للبحوث. تضمنت الأوراق المنشورة حججًا مضادة للموقف الذي دعا إليه العالم الآخر في اجتماع عام 1920.
في أعقاب الجدل العام، تمكن العلماء من التحقق من الأدلة الفردية من كلا الفلكيين، ولكن فيما يتعلق بالنقطة الرئيسية لوجود مجرات أخرى، فقد أثبتت صحة كروتس.

## الحجج والبراهين
كان شابلي يجادل لصالح مجرة درب التبانة باعتبارها الكون بأكمله. كان يعتقد أن «المجرة الحلزونية» مثل مجرة المرأة المسلسلة (أندروميدا) كانت ببساطة جزءًا من مجرة درب التبانة. يمكنه دعم هذا الادعاء من خلال الاستشهاد بالأحجام النسبية - إذا لم تكن مجرة المرأة المسلسلة جزءًا من مجرة درب التبانة، فلا بد أن بعدها كانت في حدود 108 سنة ضوئية - وهو امتداد لن يقبله معظم علماء الفلك المعاصرين. كما قدم أدريان فان مانين، وهو عالم فلك كان يحظى باحترام كبير في ذلك الوقت، أدلة تدعم حجة شابلي. ادعى فان مانين أنه لاحظ دوران مجرة دولاب الهواء، وأنه إذا كانت مجرة دولاب الهواء في الواقع مجرة مميزة ويمكن ملاحظتها على أنها تدور على مقياس زمني من السنوات، فإن سرعتها المدارية ستكون هائلة وسيكون هناك انتهاك لمجرة. الحد الأقصى للسرعة العالمية، سرعة الضوء. أيد شابلي أيضًا ادعاءاته بملاحظة مستعر جديد في «سديم» مجرة المرأة المسلسلة التي تفوقت لفترة وجيزة على السديم بأكمله، مما يشكل ناتجًا مستحيلًا على ما يبدو للطاقة، كانت مجرة المرأة المسلسلة في الواقع مجرة منفصلة.

موقع مجرة المرأة المسلسلة (M31) في كوكبة المرأة المسلسلة.

من ناحية أخرى، أكد كروتس أن مجرة المرأة المسلسلة وغيرها من «السدم» كانت مجرات منفصلة، أو «أكوان جزيرة» (مصطلح اخترعه فيلسوف القرن الثامن عشر إيمانويل كانت، الذي اعتقد أيضًا أن «السدم الحلزونية» كانت خارج المجرة). أظهر أن هناك المزيد من المستعرات في أندروميدا أكثر من مجرة درب التبانة. من هذا، يمكن أن يسأل عن سبب وجود المزيد من المستعرات في قسم صغير واحد من المجرة أكثر من الأجزاء الأخرى من المجرة، إذا لم تكن المرأة المسلسلة مجرة منفصلة ولكنها مجرد سديم داخل مجرة الأرض. أدى ذلك إلى دعم أندروميدا كمجرة منفصلة لها عمر مميز ومعدل حدوث المستعرات. لاحظ كروتس أيضًا السرعات الشعاعية الكبيرة للسدم الحلزونية التي تشير إلى أنه لا يمكن ربطها جاذبيًا بمجرة درب التبانة في كون نموذج كابتين. بالإضافة إلى ذلك، استشهد بالممرات المظلمة الموجودة في المجرات الأخرى المشابهة لسحب الغبار الموجودة في مجرة الأرض، موضحًا منطقة التفادي.
صرح كروتس أنه إذا كانت ملاحظة فان مانين لدوران مجرة دولاب الهواء صحيحة، فسيكون هو نفسه مخطئًا بشأن حجم الكون وأن مجرة درب التبانة ستشمله بالكامل.

## بعد المناقشة

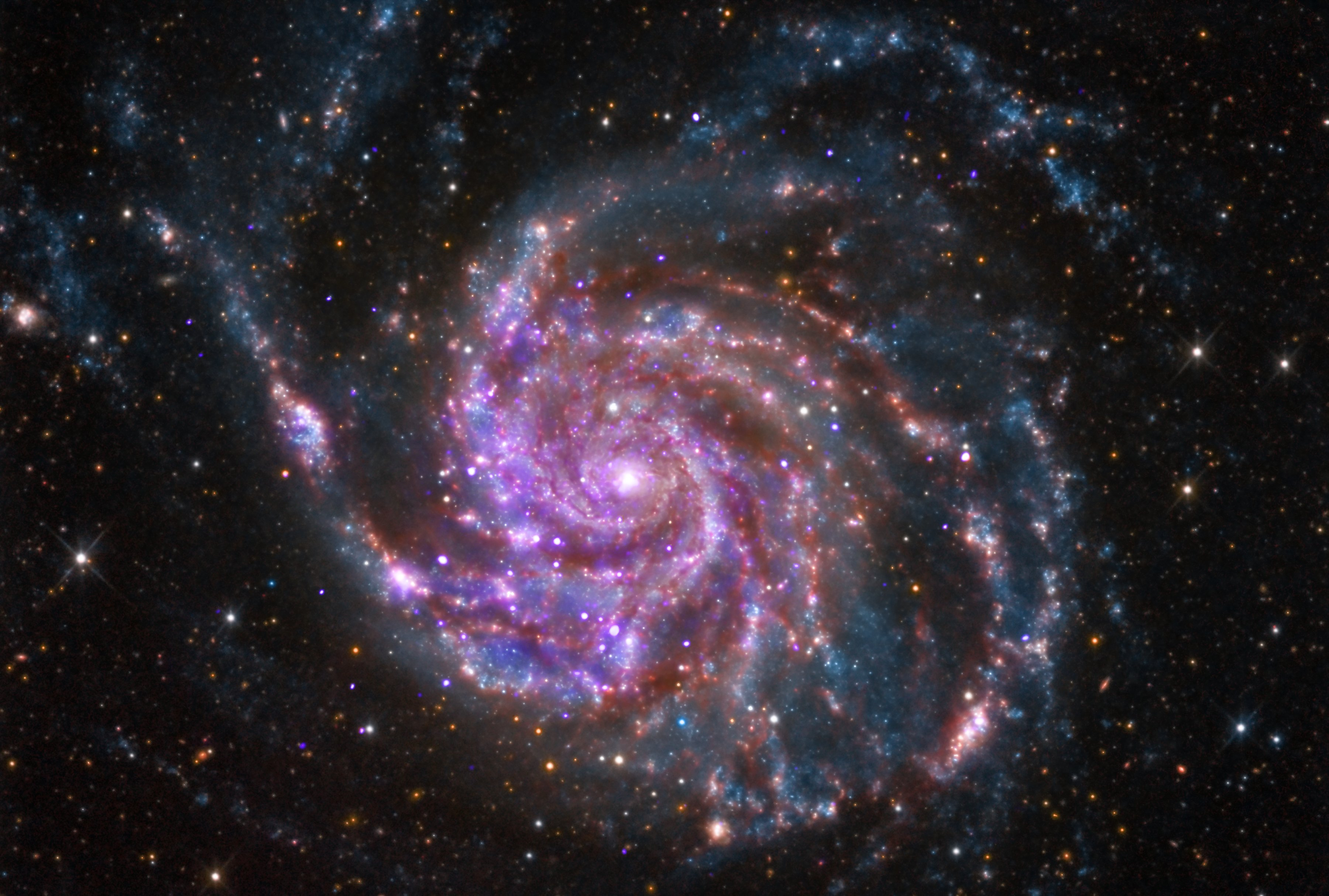
مجرة دولاب الهواء

في وقت لاحق من عشرينيات القرن الماضي، أظهر إدوين هابل أن أندروميدا كانت بعيدة عن مجرة درب التبانة من خلال قياس النجوم المتغيرة القيفاوية، مما يثبت أن كروتس كان على صواب. من المعروف الآن أن مجرة درب التبانة ليست سوى واحدة من ما يقدر بـ 200 مليار (2 × 1011) إلى 2 تريليون (2 × 1012) أو أكثر من المجرات، مما يثبت أن كروتس هو الطرف الأكثر دقة في النقاش. وأيضًا، يقبل علماء الفلك عمومًا أن المستعر الأعظم الذي أشار إليه شابلي في حججه كان في الواقع مستعر أعظم، والذي بالفعل يفوق بشكل مؤقت الناتج المشترك لمجرة بأكملها. في نقاط أخرى، كانت النتائج مختلطة (الحجم الفعلي لمجرة درب التبانة يقع بين الأحجام التي اقترحها شابلي وكروتس)، أو لصالح شابلي (كانت مجرة كروتس تتمحور حول الشمس، بينما وضع شابلي الشمس بشكل صحيح في المناطق الخارجية من المجرة).
اتضح لاحقًا أن ملاحظات فان مانين كانت غير صحيحة - فلا يمكن للمرء أن يرى مجرة دولاب الهواء تدور خلال عمر الإنسان.

## مناقشات كبيرة أخرى
استخدم تنسيق النقاش الكبير لاحقًا لمناقشة طبيعة الأسئلة الأساسية في علم الفلك. تكريما لأول «مناظرة كبيرة»، استضافها معهد سميثسونيان لثلاثة أحداث أخرى.